# Adrianna Franch
Adrianna Franch, née le 12 novembre 1990 à Salina, au Kansas, est une joueuse américaine de football (soccer) évoluant au poste de gardienne de but. Elle joue en équipe nationale.

## Carrière
Elle fait partie des 23 joueuses retenues pour disputer la coupe du monde 2019 en France.

## Palmarès
- Vainqueur de la Coupe du monde 2019 avec l'équipe des États-Unis

## Vie privée
Adrianna Franch est ouvertement lesbienne.